# Chisato Fukushima
Chisato Fukushima (福島 千里?, Fukushima Chisato; Makubetsu, 27 giugno 1988) è una velocista giapponese, detentrice del record nazionale nei 100 e 200 metri piani.
Dal 2008 ha partecipato a tre edizioni dei Giochi olimpici.

## Record nazionali
- 100 metri piani: 11"21 (+1.7 m/s) ( Hiroshima, 29 aprile 2010)
- 200 metri piani: 22"88 (+1.8 m/s) ( Nagoya, 26 giugno 2016)

## Palmarès
| Anno | Manifestazione      | Sede           | Evento            | Risultato        | Prestazione | Note |
| ---- | ------------------- | -------------- | ----------------- | ---------------- | ----------- | ---- |
| 2005 | Mondiali allievi    | Marrakech      | 100 m piani       | Semifinale       | 11"95       |      |
| 2005 | Mondiali allievi    | Marrakech      | 200 m piani       | Semifinale       | 24"87       |      |
| 2005 | Mondiali allievi    | Marrakech      | Staffetta svedese | 6ª               | 2'10"66     |      |
| 2006 | Mondiali juniores   | Pechino        | 100 m piani       | Semifinale       | 12"11       |      |
| 2006 | Mondiali juniores   | Pechino        | 4×100 m           | dq               | dq          |      |
| 2008 | Giochi olimpici     | Pechino        | 100 m piani       | Batteria         | 11"74       |      |
| 2009 | Mondiali            | Berlino        | 100 m piani       | Quarti di finale | 11"43       |      |
| 2009 | Mondiali            | Berlino        | 200 m piani       | Batteria         | 23"40       |      |
| 2009 | Mondiali            | Berlino        | 4×100 m           | Batteria         | 44"24       |      |
| 2009 | Campionati asiatici | Canton         | 100 m piani       | Oro              | 11"27       |      |
| 2009 | Campionati asiatici | Canton         | 4×100 m           | Oro              | 43"93       |      |
| 2010 | Giochi asiatici     | Canton         | 100 m piani       | Oro              | 11"33       |      |
| 2010 | Giochi asiatici     | Canton         | 200 m piani       | Oro              | 23"62       |      |
| 2010 | Giochi asiatici     | Canton         | 4×100 m           | Bronzo           | 44"41       |      |
| 2011 | Campionati asiatici | Kōbe           | 200 m piani       | Oro              | 23"49       |      |
| 2011 | Campionati asiatici | Kōbe           | 4×100 m           | Oro              | 44"05       |      |
| 2011 | Mondiali            | Taegu          | 100 m piani       | Semifinale       | 11"59       |      |
| 2011 | Mondiali            | Taegu          | 200 m piani       | Semifinale       | 23"52       |      |
| 2011 | Mondiali            | Taegu          | 4×100 m           | Batteria         | 43"83       |      |
| 2012 | Mondiali indoor     | Istanbul       | 60 m piani        | Semifinale       | dns         |      |
| 2012 | Giochi olimpici     | Londra         | 100 m piani       | Batteria         | 11"41       |      |
| 2012 | Giochi olimpici     | Londra         | 100 m piani       | Batteria         | 24"14       |      |
| 2012 | Giochi olimpici     | Londra         | 4×100 m           | Batteria         | 44"25       |      |
| 2013 | Campionati asiatici | Pune           | 100 m piani       | Argento          | 11"53       |      |
| 2013 | Campionati asiatici | Pune           | 200 m piani       | 4ª               | 23"82       |      |
| 2013 | Campionati asiatici | Pune           | 4×100 m           | Argento          | 44"38       |      |
| 2013 | Mondiali            | Mosca          | 200 m piani       | Batteria         | 23"85       |      |
| 2014 | Giochi asiatici     | Incheon        | 100 m piani       | Argento          | 11"49       |      |
| 2014 | Giochi asiatici     | Incheon        | 200 m piani       | Bronzo           | 23"45       |      |
| 2014 | Giochi asiatici     | Incheon        | 4×100 m           | Bronzo           | 44"05       |      |
| 2015 | World Relays        | Nassau         | 4×100 m           | Batteria         | dq          |      |
| 2015 | Campionati asiatici | Wuhan          | 100 m piani       | Oro              | 11"23       |      |
| 2015 | Campionati asiatici | Wuhan          | 4×100 m           | Argento          | 44"14       |      |
| 2015 | Mondiali            | Pechino        | 100 m piani       | Semifinale       | 11"32       |      |
| 2015 | Mondiali            | Pechino        | 200 m piani       | Batteria         | 23"30       |      |
| 2016 | Giochi olimpici     | Rio de Janeiro | 200 m piani       | Batteria         | 23"21       |      |
| 2018 | Giochi asiatici     | Giacarta       | 100 m piani       | Batteria         | 11"99       |      |
| 2019 | Campionati asiatici | Doha           | 100 m piani       | Semifinale       | 12"02       |      |